# テトラフルオロホウ酸ニトロニウム
テトラフルオロホウ酸ニトロニウム(Nitronium tetrafluoroborate)は、化学式NO2BF4の無機化合物である。ニトロニウムイオンとテトラフルオロホウ酸アニオンの塩である。無色の結晶性固体で、水と反応して腐食性の酸であるフッ化水素や硝酸を形成するため、水のない環境で取り扱う必要がある。多くの有機溶媒にわずかに溶ける。
無水フッ化水素と三フッ化ホウ素の混合物をニトロメタンの硝酸溶液か五酸化二窒素に加えることで生成する。

## 利用
ニトロ化剤として用いられる。